# William T. Anderson

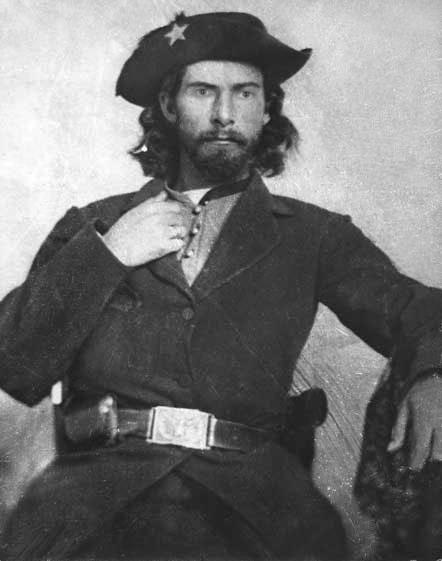
Bloody Bill Anderson.

William T. Anderson, ( alias: Bloody Bill Andersson), född 1840 i Hopkins County, Kentucky, död 26 oktober 1864 i Albany, Missouri, var en officer i sydstatsarmén under amerikanska inbördeskriget.
När Andersons far mördades av unionister anslöt han sig till de konfedererade bushwhackers-trupperna som opererade mot unionens försörjningslinjer. Under kriget uppnådde Anderson stor berömmelse på båda sidor för sina djärva räder och överfall. Anderson fick öknamnet "Bloody Bill" efter att ha beordrat avrättningen av krigsfångar som tagits under Slaget vid Baxter Springs, i vad som blev känt som Centraliamassakern. För att hämnas illdåden tog löjtnant Samuel P. Cox upp jakten på Anderson som dödades den 26 oktober 1864.